# Kendi Oiwa
Kendi Oiwa bzw. Kenzi Oiwa (jap. 大岩 ケンヂ, Ōiwa Kenji; * 1978 in der Präfektur Gunma, Japan) ist ein japanischer Manga-Zeichner.

## Leben
Sein Redakteur fand ihn durchnässt in der Nähe von Ochanomizu auf der Straße und kaufte ihm einen Kaffee. Daraufhin arbeitete er für den Kadokawa-Shoten-Verlag. Sein Debütwerk war der Werbe-Manga Step and Step zum Spiel Tokimeki Memorial 3 im Manga-Magazin Shōnen Ace 3/2002, für das unter anderem auch Yoshiyuki Sadamoto und CLAMP gearbeitet haben. 2003 folgte mit Goth seine erste fortlaufende Serie. Goth, das von einem jugendlichen Außenseiter, der von der Hand einer Mitschülerin fasziniert ist, handelt, ist eine Umsetzung des gleichnamigen Bestseller-Romans von Otsuichi und ist im Juni 2004 auch in deutscher Übersetzung bei Egmont Manga und Anime erschienen. Von 2004 bis Juni 2007 arbeitete Oiwa an NHK ni Yōkoso! nach einer Romanreihe von Tatsuhiko Takimoto und war damit in Japan sehr erfolgreich. Der Manga über einen Hikikomori wurde vom Animationsstudio GONZO als Anime-Serie umgesetzt.
Der Zeichner ist seit 2004 mit der Mangaka SAA verheiratet.

## Werk (Auswahl)
- Goth, 2003, 1 Band
- Welcome to the N.H.K. (NHKにようこそ!, NHK ni Yōkoso!), 2004–2007, 8 Bände, Text: Tatsuhiko Takimoto
- 99 Happy Soul (99ハッピーソウル, Tsukumo Happī Souru), 2005, 1 Band
- Mahiru no Yōjimbō (マヒルの用心棒), 2006–2008, 2 Bände
- Yume Watari Pulcinella (夢渡りプルチネッラ, Yume Watari Puruchinerra), 2008, 2 Bände
- Midas Eater (マーダス†イーター, Mādasu Ītā), 2010–2011, 2 Bände
- Sugar Dark: Umerareta Yami to Shōjo (シュガーダーク 埋められた闇と少女, Shugā Dāku: Umerareta Yami to Shōjo), 2011–2012, 4 Bände
- Arata naru Sekai: Kakohen (アラタなるセカイ 過去編), 2012, 1 Band
- Assassin’s Creed: Awakening (アサシン クリード4 ブラック フラッグ 覚醒, Asashin Kurīdo 4: Burakku Furaggu: Kakusei), 2014, bisher 2 Bände, Text: Takashi Yano
- Urami Sōgo Kankei (つらみ相互感系), 2014, 1 Band